# Leccinum
Leccinum Gray (koźlarz) – rodzaj grzybów z rodziny borowikowatych (Boletaceae).

## Charakterystyka
Grzyby kapeluszowe o dużych lub średnich owocnikach. Kapelusz w kolorach od pomarańczowego do brązowego, trzon stosunkowo długi, włóknisty i pokryty odstającymi łuseczkami. Miąższ biały, po uszkodzeniu często zmieniający barwę. Wysyp zarodników ciemnooliwkowy. Są to grzyby naziemne żyjące w mykoryzie z różnymi gatunkami drzew. Ludowa nazwa – kozak lub koźlak.

## Systematyka i nazewnictwo
Pozycja w klasyfikacji według Index Fungorum: Boletaceae, Boletales, Agaricomycetidae, Agaricomycetes, Agaricomycotina, Basidiomycota, Fungi.
Takson ten utworzył Samuel Frederick Gray w 1821 r. Synonimy: Krombholzia P. Karst., Krombholziella Maire, Trachypus Bataille.
Polską nazwę podał Franciszek Błoński w 1888 r. W polskim piśmiennictwie mykologicznym należące do tego rodzaju gatunki opisywane były także pod nazwami: huba, grzyb, kozak, koźlak, kożlarek.
Część gatunków które kiedyś należała do tego rodzaju została przeniesiona do nowego – Leccinellum.
Gatunki występujące w Polsce:
- Leccinum albostipitatum den Bakker & Noordel. 2005 – koźlarz białotrzonowy[7]
- Leccinum aurantiacum (Bull.) Gray 1821 – koźlarz czerwony, koźlarz dębowy[8]
- Leccinum cyaneobasileucum Lannoy & Estadès 1991 – koźlarz niebieskostopy
- Leccinum duriusculum (Schulzer ex Kalchbr.) Singer 1947 – koźlarz topolowy
- Leccinum holopus (Rostk.) Watling 1960[9] – koźlarz torfowiskowy
- Leccinum leucopodium (Pers.) Dörfelt & G. Berg 1990 – koźlarz białostopy[10]
- Leccinum melaneum (Smotl.) Pilát & Dermek 1974 – koźlarz czarny[10], koźlarz czarnobrązowy[6]
- Leccinum piceinum Pilát & Dermek – koźlarz świerkowy[7]
- Leccinum scabrum (Bull.) Gray 1821 – koźlarz babka
- Leccinum schistophilum Bon 1981 – koźlarz zielonawy
- Leccinum variicolor Watling 1969 – koźlarz różnobarwny
- Leccinum versipelle (Fr. & Hök) Snell 1944 – koźlarz pomarańczowożółty
- Leccinum vulpinum Watling 1961 – koźlarz sosnowy

Nazwy naukowe na podstawie Index Fungorum. Wykaz gatunków i nazwy polskie według Władysława Wojewody, rekomendacji Komisji ds. Polskiego Nazewnictwa Grzybów przy Polskim Towarzystwie Mykologicznym i innych.

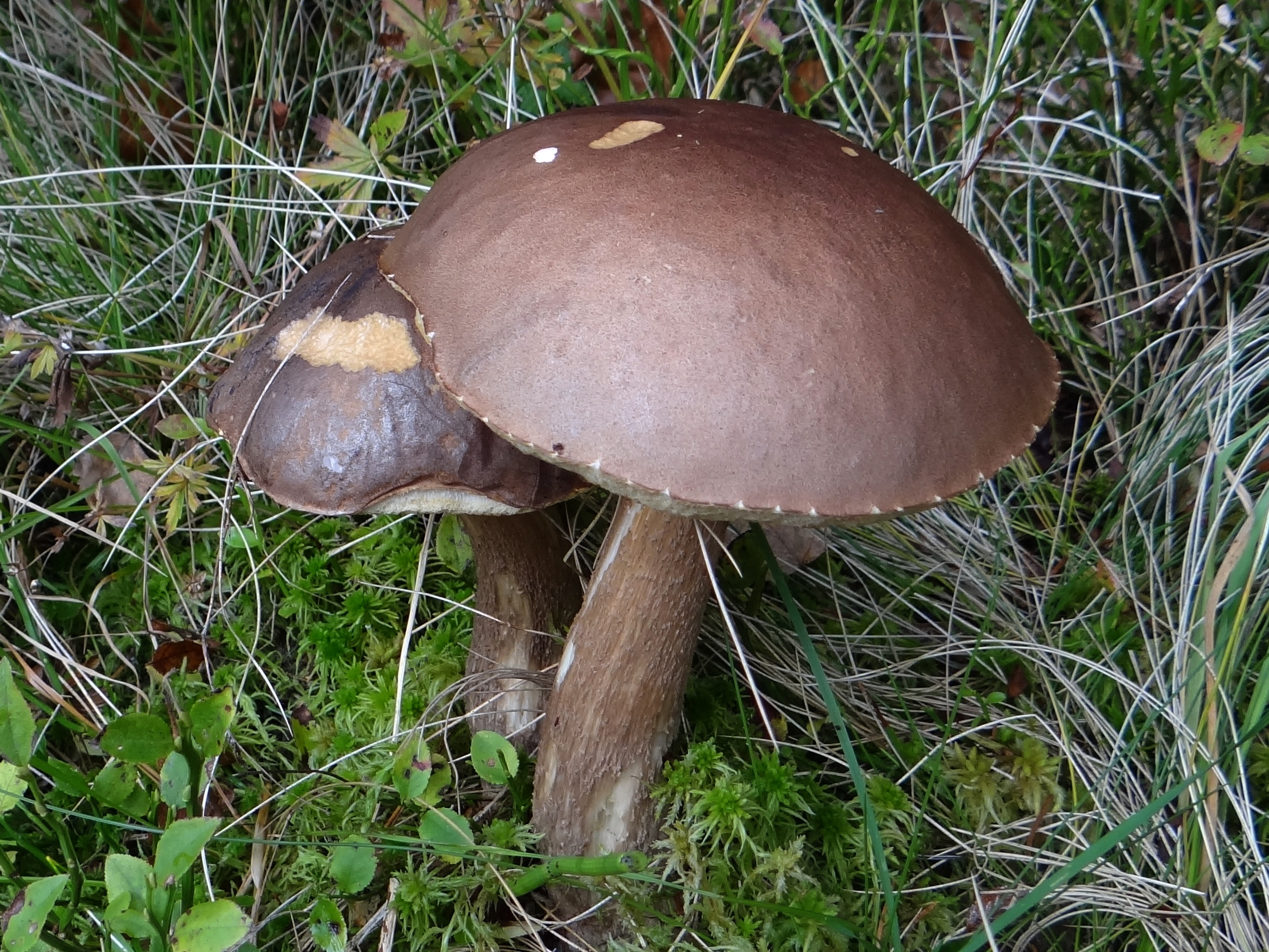
Koźlarz babka
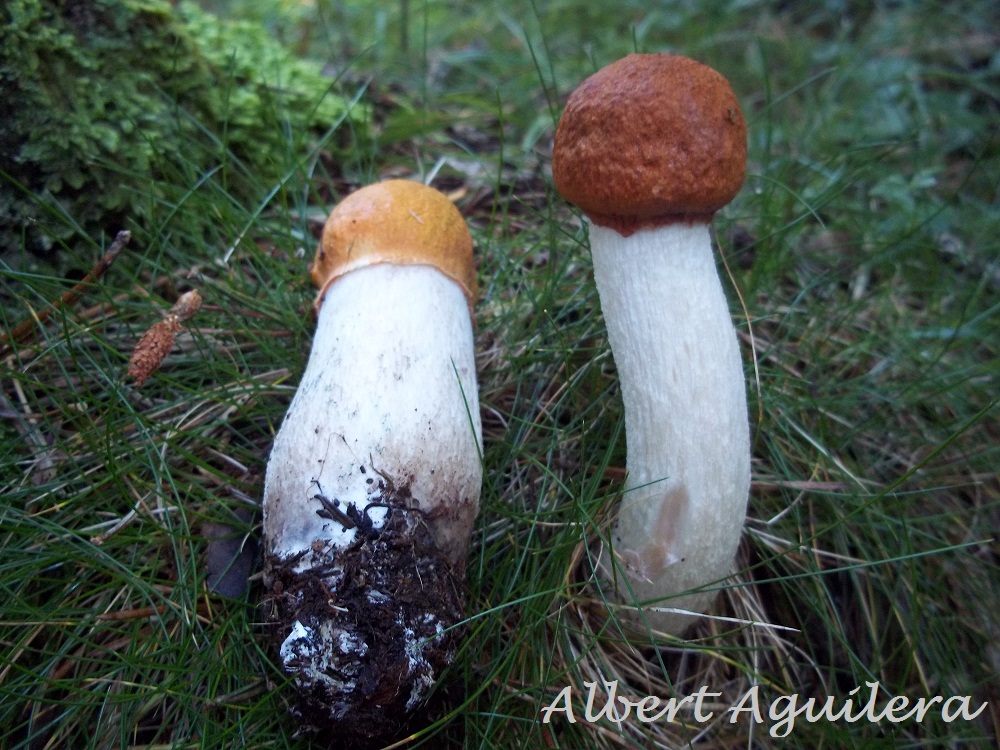
Koźlarz białotrzonowy
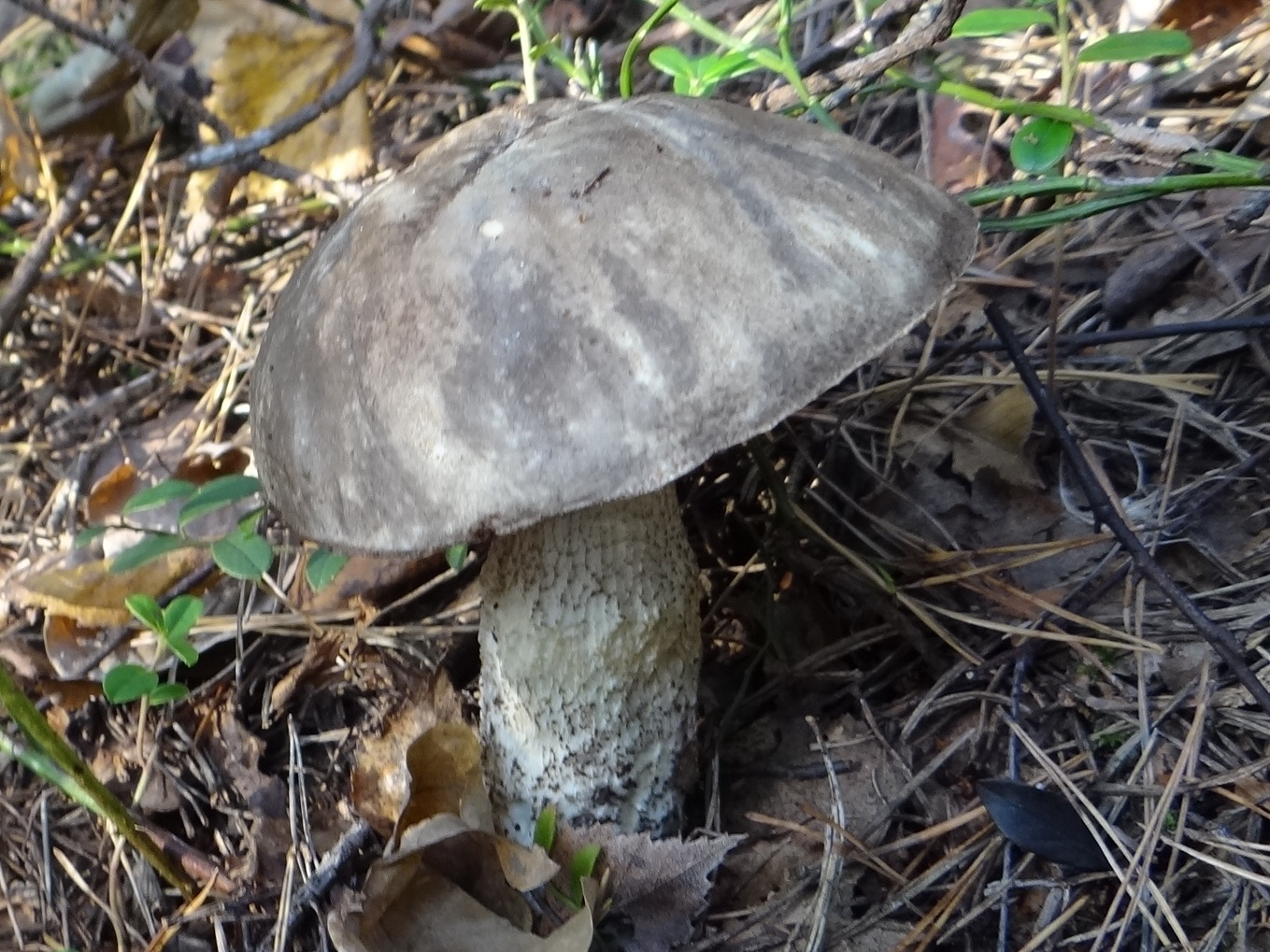
Koźlarz czarnobrązowy
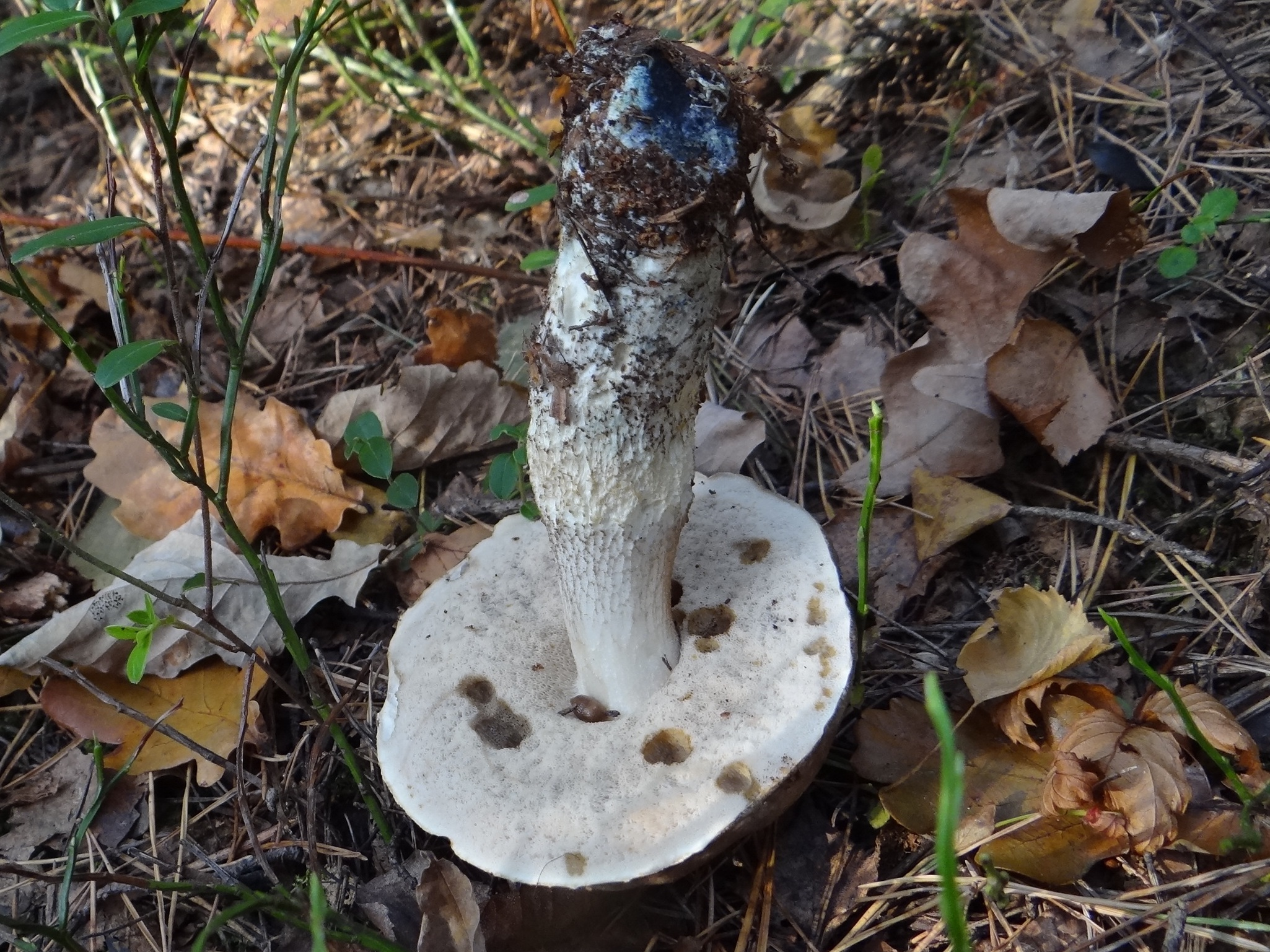
Koźlarz niebieskostopy
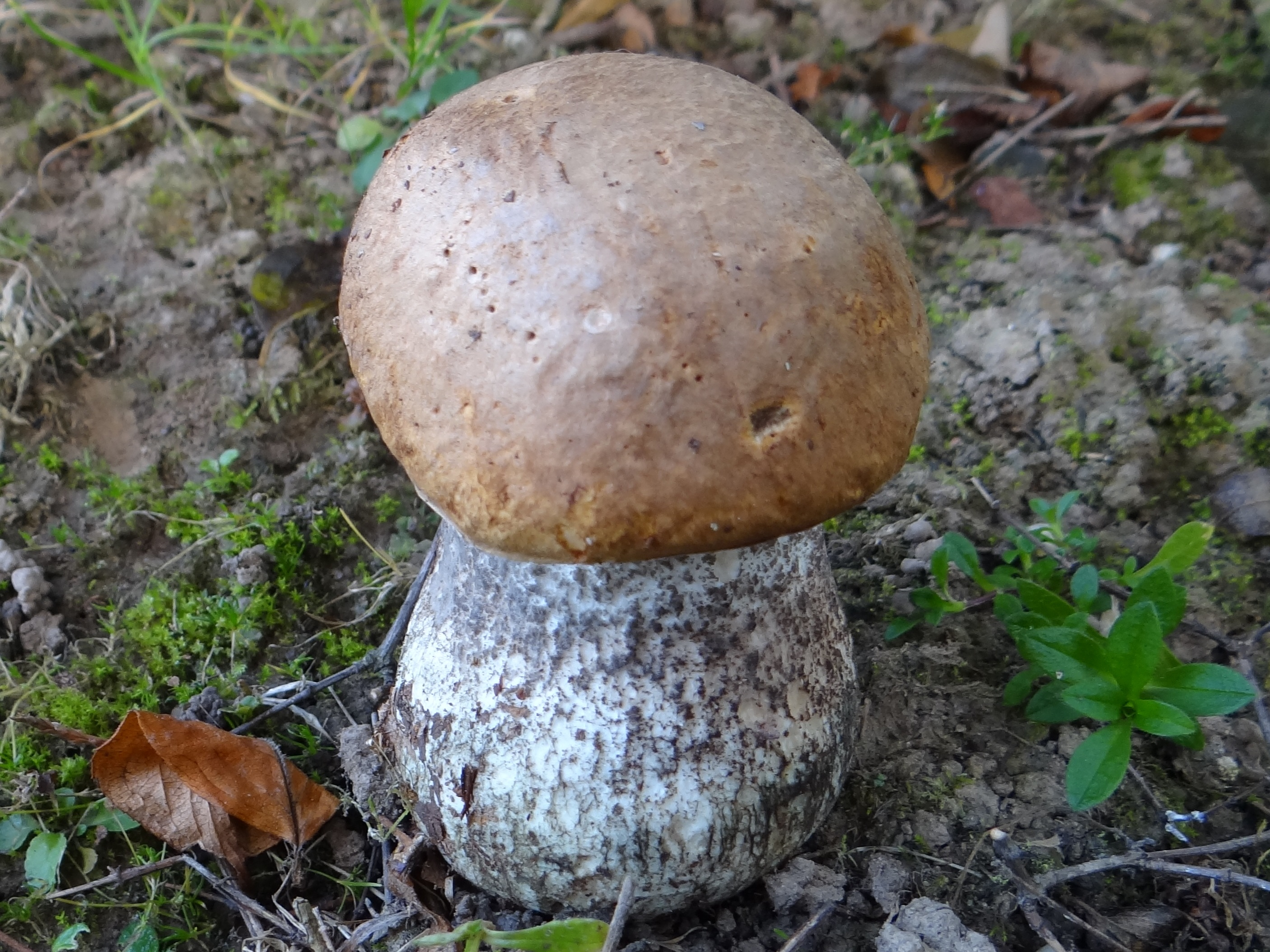
Koźlarz pomarańczowożółty
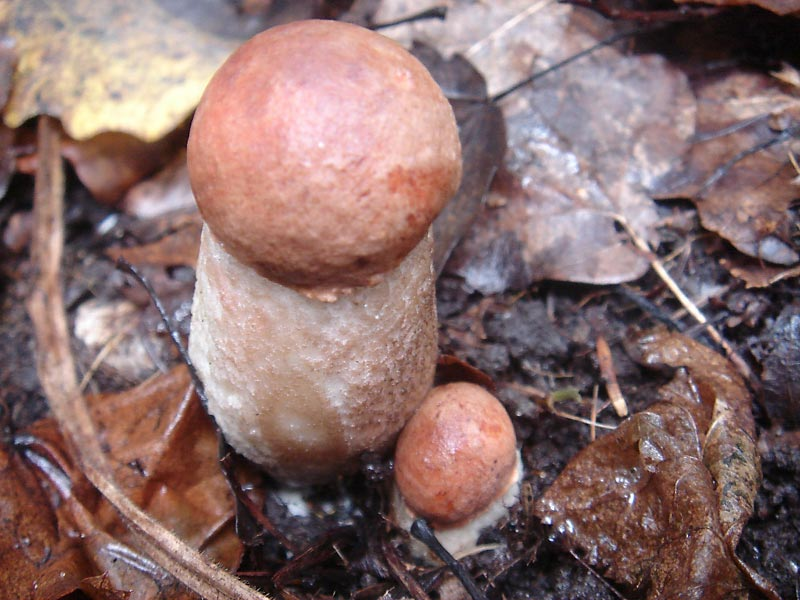
Koźlarz sosnowy
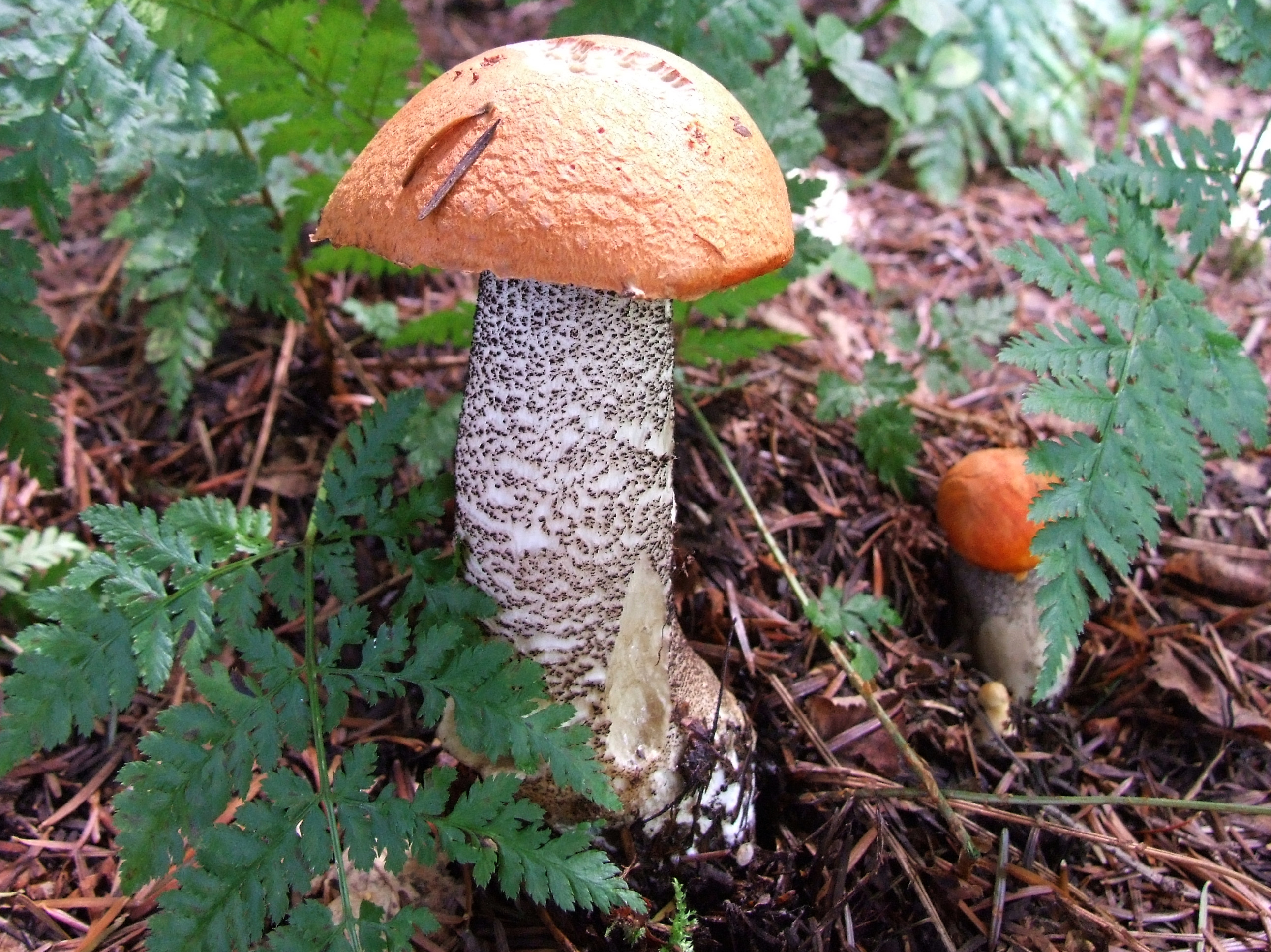
Koźlarz świerkowy
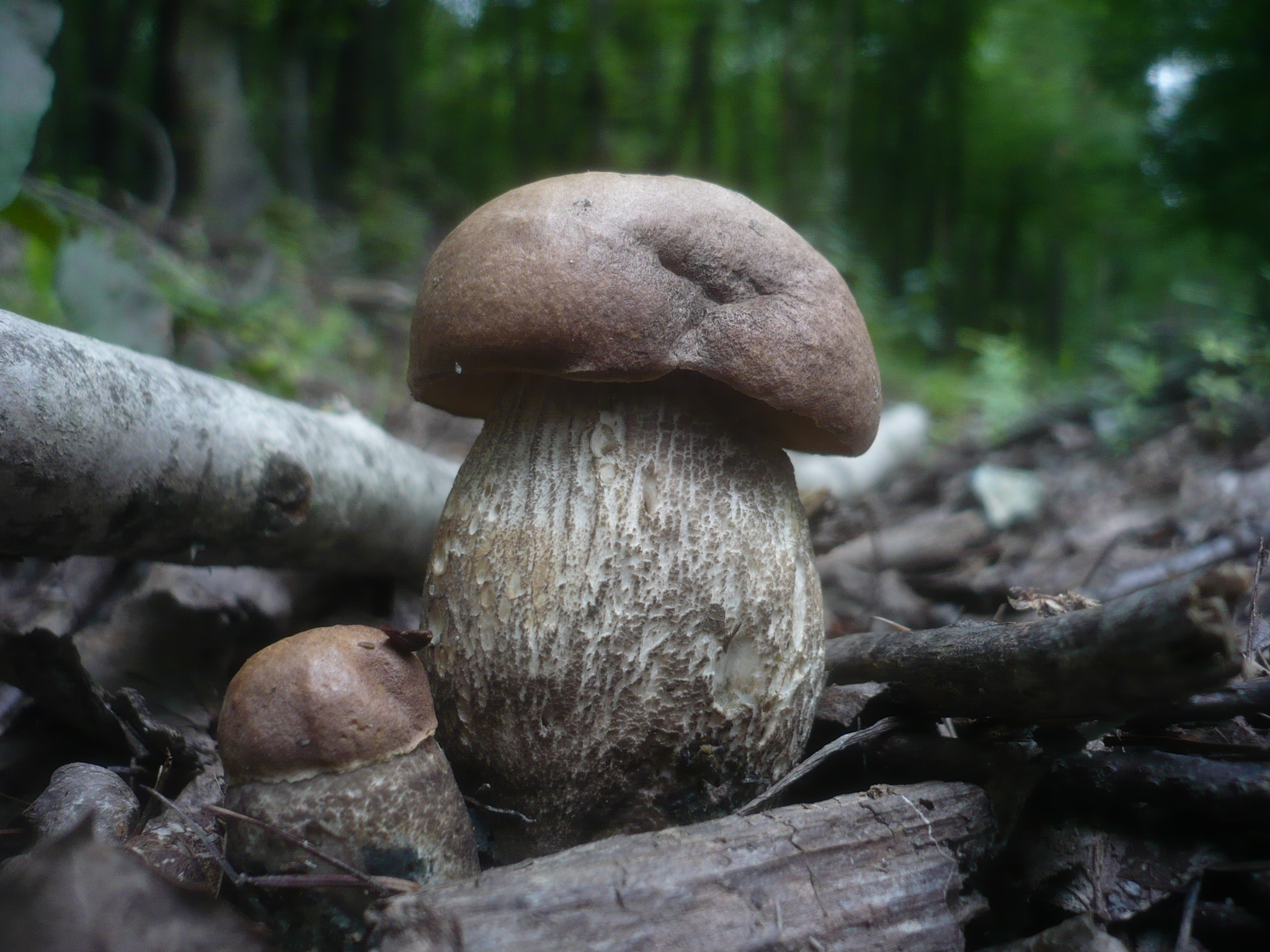
Koźlarz topolowy
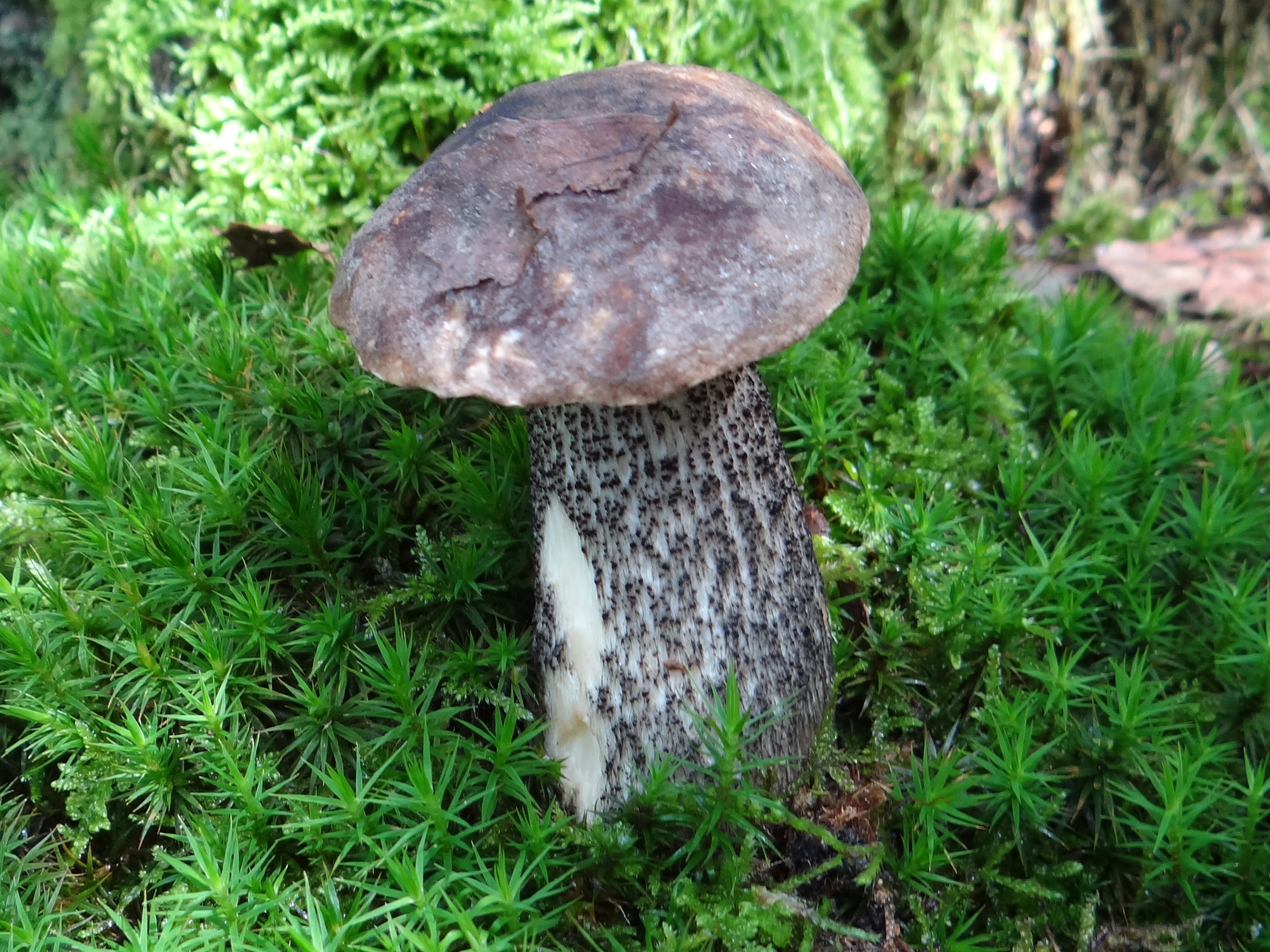
Koźlarz różnobarwny
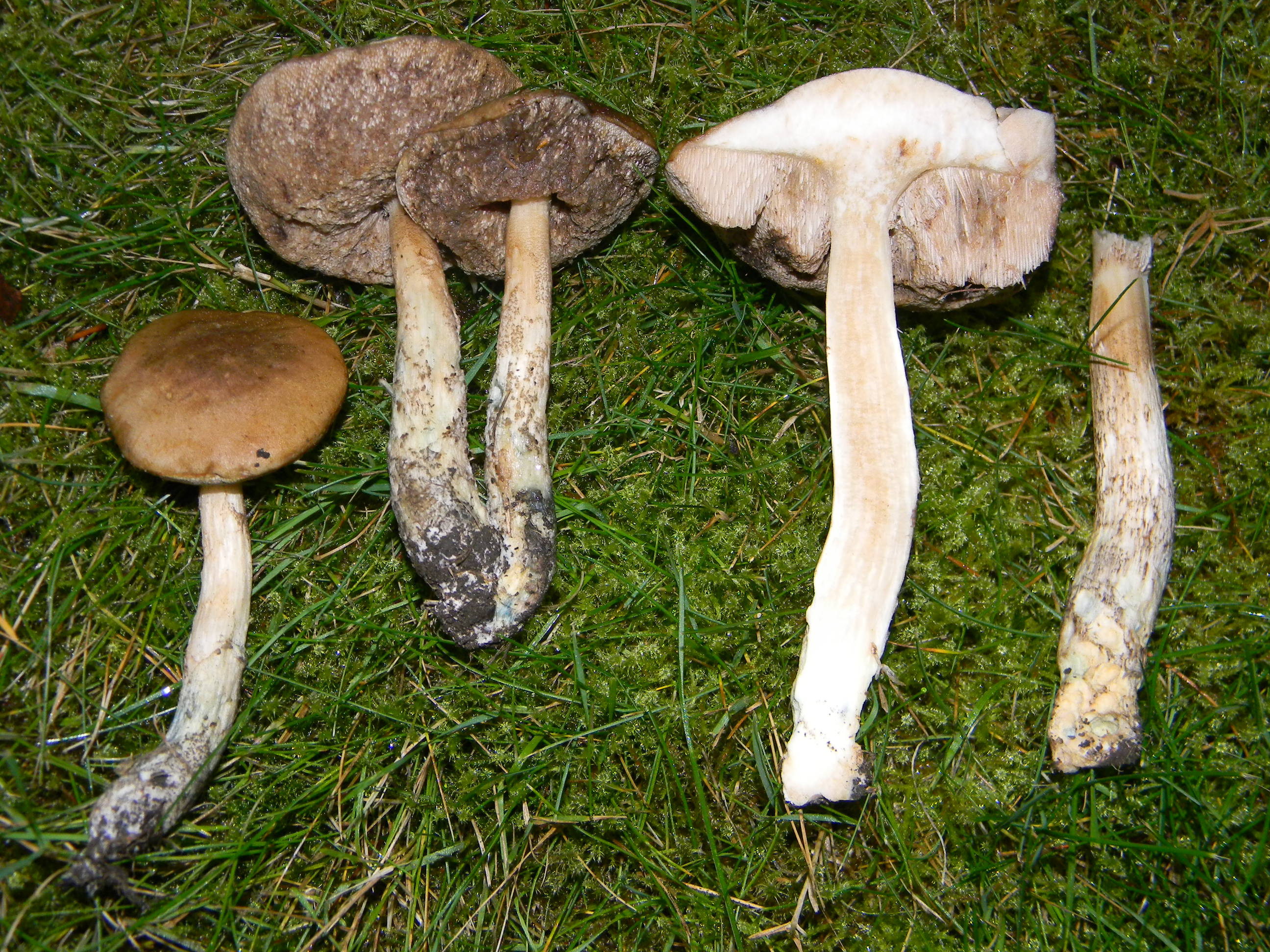
Koźlarz zielonawy
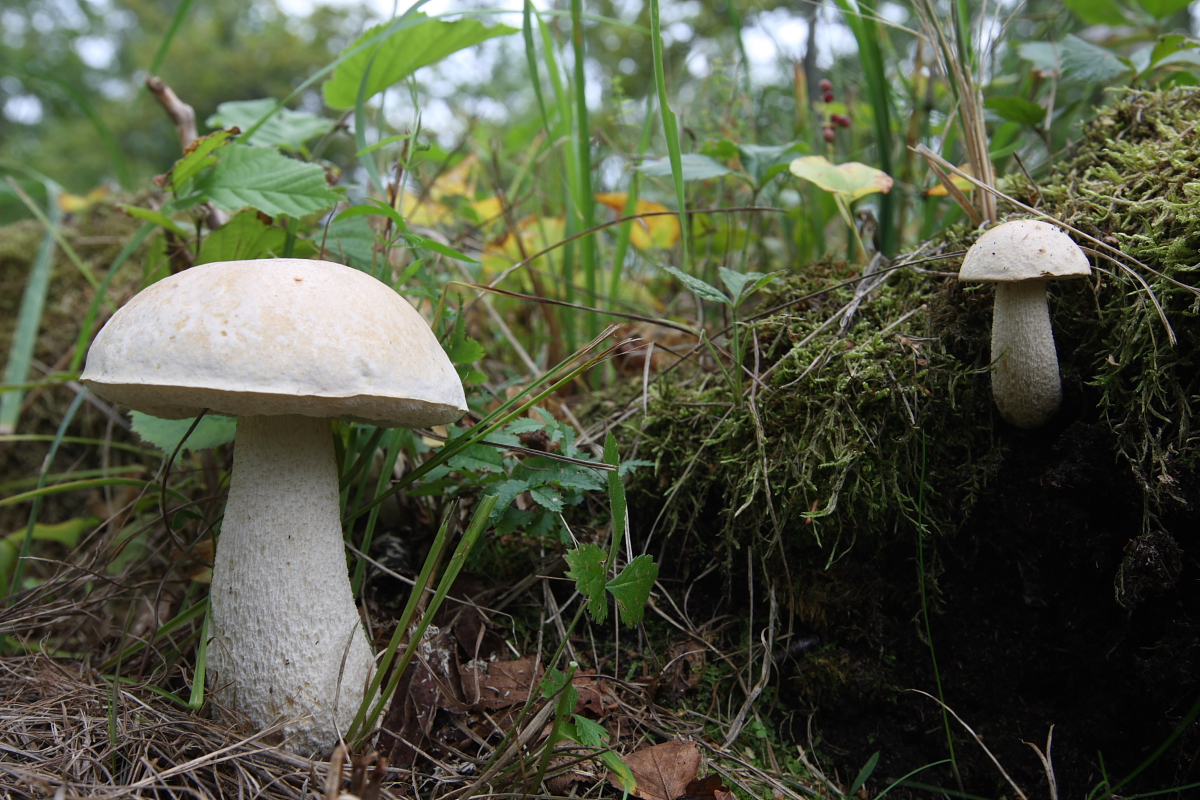
Leccinum holopus